# David Corenswet
David Packard Corenswet (n. 8 iulie 1993, Pennsylvania, SUA) este un actor american. Este cel mai cunoscut pentru rolurile sale din serialele Netflix The Politician (2019–2020) și Hollywood (2020), precum și pentru rolul Superman din filmul omonim din 2025.

## Viața și cariera
S-a născut și a crescut în Philadelphia. Tatăl său, John Corenswet, este un actor de teatru devenit avocat Bunicul său patern a fost Edward Packard, creatorul și autorul seriei de cărți „ Alege-ți propria aventură” . A absolvit cu o licență în arte spectacolului în 2016. Ulterior, a aplicat la Școala de Muzică Juilliard și a fost acceptat.
A început cariera cinematografică în 2011 cu un rol în scurtmetrajul Following Chase, pentru care a participat și la scenariu. În 2014, a lansat serialul web Moe & Jerryweather împreună cu prietenul său Adam Langdon. Cei doi au produs, scris și regizat chiar și unele episoade.
În 2018, a obținut primul său rol principal într-un lungmetraj, cu filmul lui Eric Bross, Affairs of State, distribuit de serviciul Prime Video în Statele Unite. Cu toate acestea, filmul a trecut neobservat, iar în anul următor Corenswet a devenit cunoscut publicului larg cu rolul lui River Barkley în The Politician, primul serial al trioului Ryan Murphy, Brad Falchuk și Ian Brennan pentru platforma Netflix.
În 2020, s-a reunit cu Ryan Murphy în miniseria Hollywood, la care a participat ca actor, dar și ca producător executiv.
În 2022, a apărut în miniseria We Own This City. În iunie 2023, a fost confirmat că este noul Clark Kent / Kal-El.